# Раджагопал, Мунисвами
Мунисвами Раджагопал (англ. Muniswamy Rajagopal; 24 марта 1926 — 3 марта 2004, Бангалор) — индийский хоккеист на траве, нападающий. Олимпийский чемпион 1952 года.

## Биография
Мунисвами Раджагопал родился 24 марта 1926 года.
С 1945 года в течение 15 лет играл в хоккей на траве за Карнатаку. Также выступал за «Хиндустан Эйркрафт», где параллельно работал, и Майсур. В 1947 году дебютировал в сборной Индии.
В 1952 году вошёл в состав сборной Индии по хоккею на траве на летних Олимпийских играх в Хельсинки и завоевал золотую медаль. Играл на позиции нападающего, провёл 3 матча, мячей не забивал. Стал первым олимпийским чемпионом из Карнатаки.
Раджагопал действовал на позиции крайнего левого нападающего. За блестящее владение клюшкой получил прозвище «Хитрый плут» (The Artful Dodger).
По окончании игровой карьеры работал тренером. Тренировал сборные Индии разных возрастов. В 1979 году возглавлял молодёжную сборную на первом в истории чемпионате мира в Версале, где индийцы заняли 5-е место.
В 2000 году стал лауреатом премии, учреждённой правительством Карнатаки.
Умер 3 марта 2004 года в индийском городе Бангалор.